# راه جوانی
راه جوانی (انگلیسی: Way of Youth) فیلمی به کارگردانی میشل بوارون است که در سال ۱۹۵۹ منتشر شد.

## بازیگران
- آلن دلون
- بورویل
- ژان-کلود برایلی
- لینو ونتورا
- پولت دوبوست
- ساندرا میلو
- فرانسوا آرنول
- پی‌یر موندی
- پی‌یر کوله